# Arturo Vatteone
Arturo Vatteone é uma localidade do Partido de Adolfo Alsina na Província de Buenos Aires, na Argentina.